# Bathymyrinae
Die Bathymyrinae sind eine Unterfamilie der Meeraale (Congridae), die sieben Gattungen und fast 50 Arten umfasst. Arten der Unterfamilie leben in allen Ozeanen.

## Merkmale
Bathymyrinae werden 15 bis knapp über 60 cm lang. Die Präanallänge (Länge vor der Afterflosse) macht immer mehr als 40 % der Gesamtlänge aus. Die Brustflossen sind gut entwickelt. Die Schwanzflosse ist reduziert, die Schwanzspitze steif. Die Flossenstrahlen von Rücken- und Afterflosse sind unsegmentiert. Die Zähne sind klein, an der Oberlippe zeigt sich eine deutliche Falte. Die hinteren Nasenöffnungen befinden sich ventral, unterhalb der mittleren Augenhöhe. Eine Ausnahme sind hier die Gattungen Parabathymyrus, wo sich die hinteren Nasenöffnungen in Lippennähe befinden, und Kenyaconger,  wo sich die hinteren Nasenöffnungen am Lippenrand befinden und die Lippenfalte röhrenförmig geformt ist. 
Innerhalb der Bathymyrinae lassen sich zwei Gruppen unterscheiden. Bei Ariosoma, Bathymyrus und Parabathymyrus fehlt der Supraoccipitalknochen, ihre Urohyale, eine Sehnenverknöcherung im Schädel, ist dreifach gefurcht. Vor der Nasale liegt keine Pore, dagegen sind eine dritte und vierte Infraorbitalpore vorhanden. Ihre Leptocephaluslarven sind seitlich durch kurze, schräge Reihen winziger Melanophoren pigmentiert.
Bei Chiloconger und Paraconger ist der Supraoccipitalknochen dagegen vorhanden, die Urohyale ist einfach, die Pore vor der Nasale vorhanden. Die dritte und vierte Infraorbitalpore fehlen. Ihre Leptocephaluslarven sind seitlich durch eine einzelne Reihe mittelgroßer Melanophoren pigmentiert.

## Gattungen und Arten
- Ariosoma Swainson, 1838

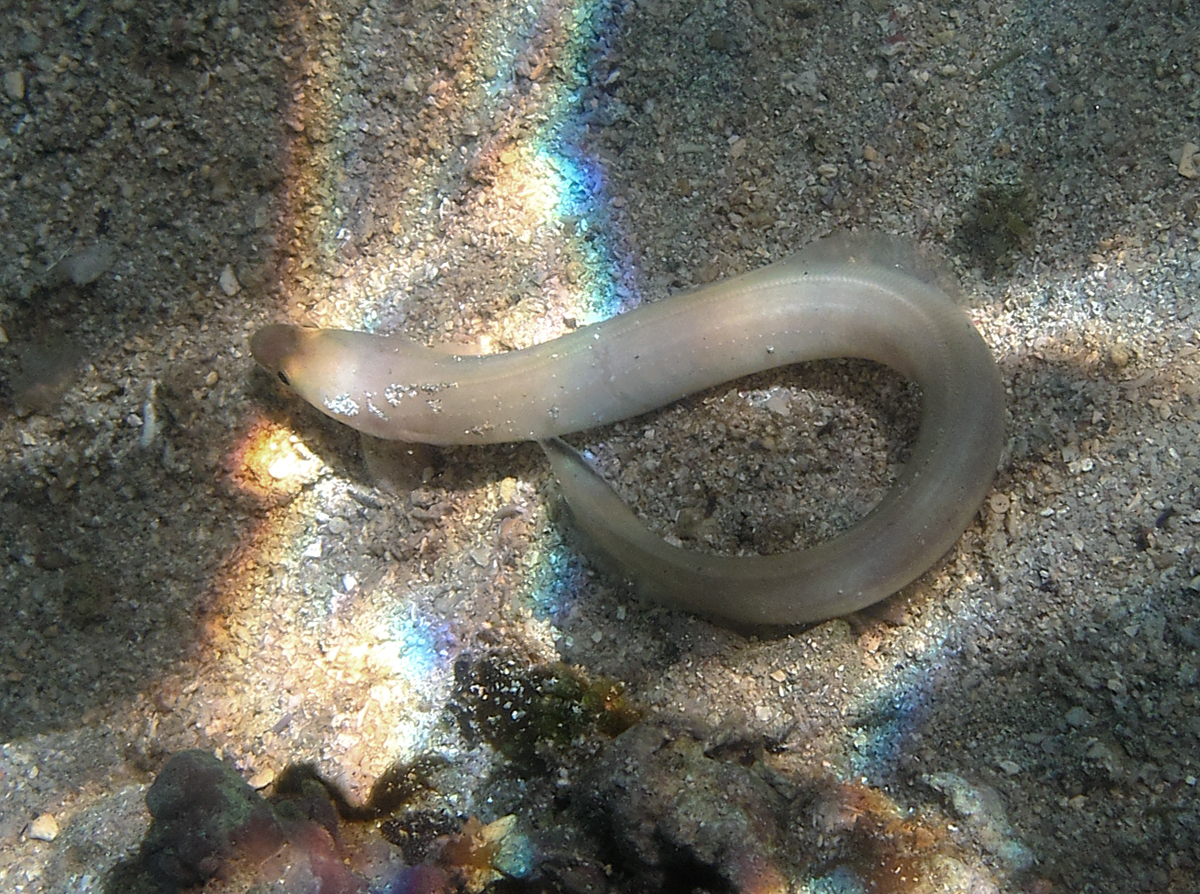
Ariosoma anago

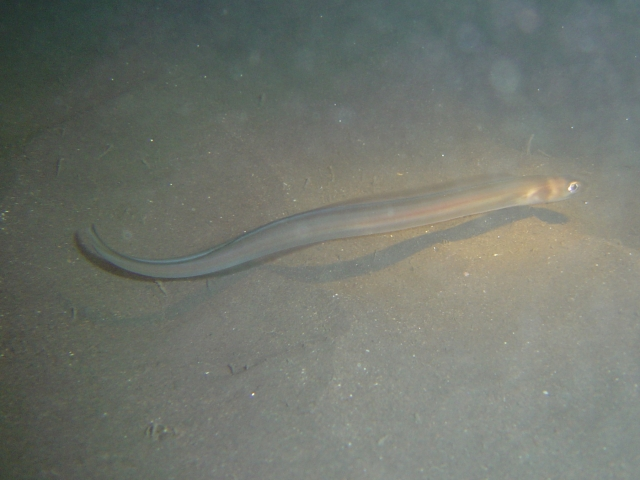
Ariosoma balearicum

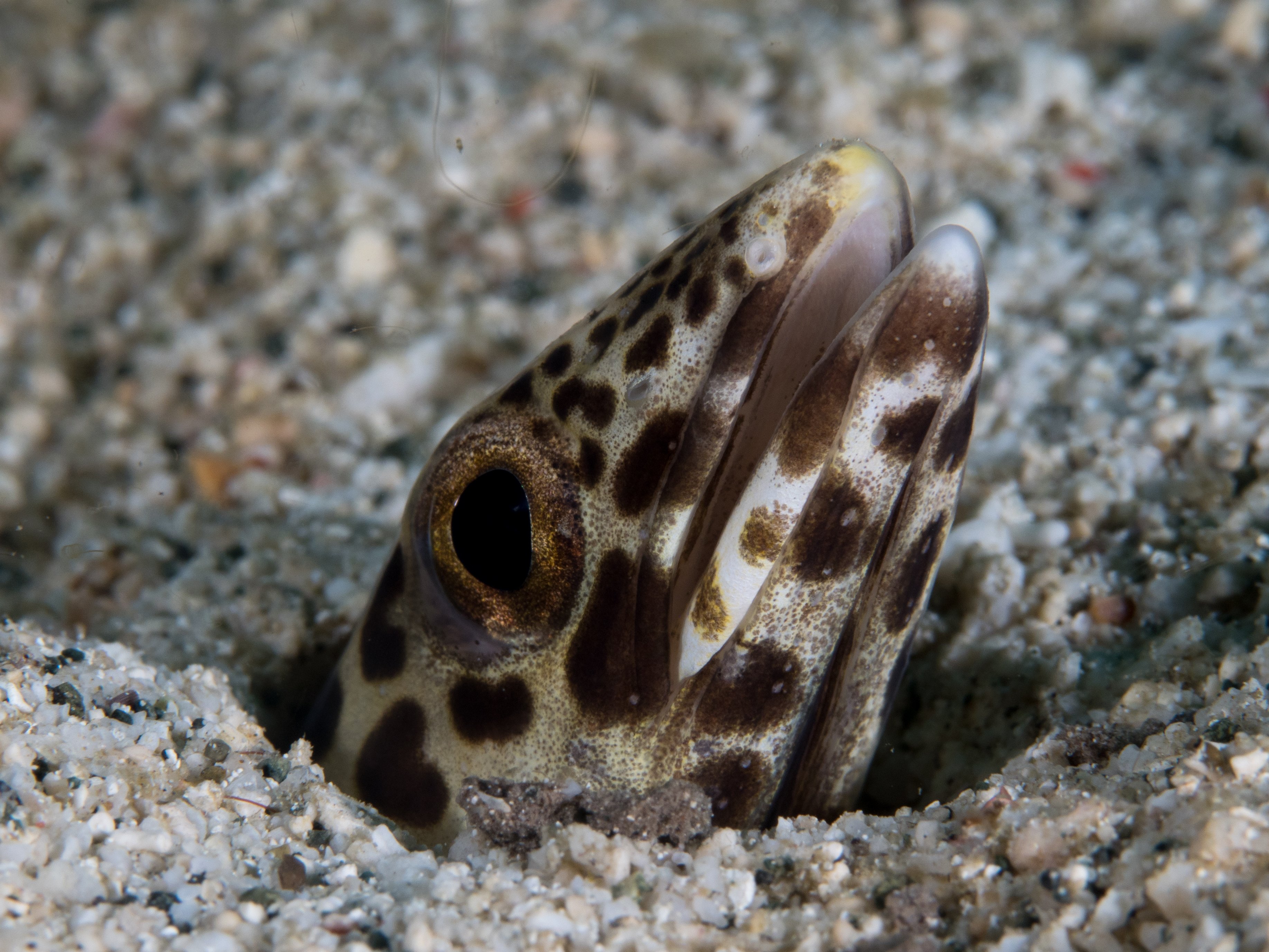
Ariosoma fasciatum

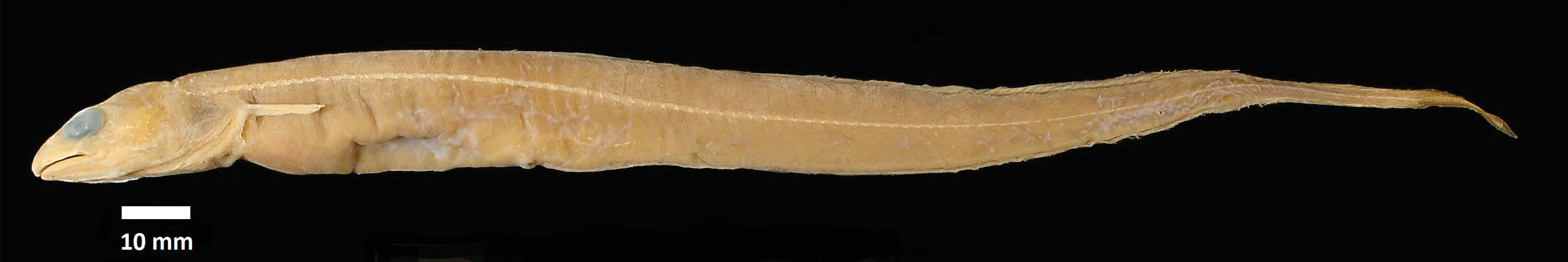
Bathycongrus villosus

  - Ariosoma anago (Temminck & Schlegel, 1846)
  - Ariosoma anagoides (Bleeker, 1853)
  - Ariosoma anale (Poey, 1860)
  - Ariosoma balearicum (Delaroche, 1809)
  - Ariosoma bauchotae Karrer, 1982
  - Ariosoma coquettei Smith & Kanazawa, 1977
  - Ariosoma dolichopterum Karmovskaya, 2015
  - Ariosoma gilberti (Ogilby, 1898)
  - Ariosoma howensis (McCulloch & Waite, 1916)
  - Ariosoma major (Asano, 1958)
  - Ariosoma marginatum (Vaillant & Sauvage, 1875)
  - Ariosoma mauritianum (Pappenheim, 1914)
  - Ariosoma meeki (Jordan & Snyder, 1900)
  - Ariosoma megalops Fowler, 1938
  - Ariosoma mellissii (Günther, 1870)
  - Ariosoma multivertebratum Karmovskaya, 2004
  - Ariosoma nancyae Shen, 1998
  - Ariosoma nigrimanum Norman, 1939
  - Ariosoma obud Herre, 1923
  - Ariosoma ophidiophthalmus Karmovskaya, 1991
  - Ariosoma opistophthalmum (Ranzani, 1839)
  - Ariosoma sazonovi Karmovskaya, 2004
  - Ariosoma scheelei (Strömman, 1896)
  - Ariosoma selenops Reid, 1934
  - Ariosoma sereti Karmovskaya, 2004
  - Ariosoma shiroanago (Asano, 1958)
  - Ariosoma sokotranum Karmovskaya, 1991
- Bathymyrus Alcock, 1889
  - Bathymyrus echinorhynchus Alcock, 1889
  - Bathymyrus simus Smith, 1965
  - Bathymyrus smithi Castle, 1968
  - Bathycongrus villosus Smith, Karmovskaya & da Silva, 2020
- Chiloconger Myers & Wade, 1941
  - Chiloconger dentatus (Garman, 1899)
  - Chiloconger philippinensis Smith & Karmovskaya, 2003
- Kenyaconger Smith & Karmovskaya, 2003
  - Kenyaconger heemstrai Smith & Karmovskaya, 2003
- Parabathymyrus Kamohara, 1938
  - Parabathymyrus brachyrhynchus (Fowler, 1934)
  - Parabathymyrus karrerae Karmovskaya, 1991
  - Parabathymyrus macrophthalmus Kamohara, 1938
  - Parabathymyrus oregoni Smith & Kanazawa, 1977
  - Parabathymyrus philippinensis Ho, Smith & Shao, 2015
- Paraconger Kanazawa, 1961
  - Paraconger californiensis Kanazawa, 1961
  - Paraconger caudilimbatus (Poey, 1867)
  - Paraconger guianensis Kanazawa, 1961
  - Paraconger macrops (Günther, 1870)
  - Paraconger notialis Kanazawa, 1961
  - Paraconger ophichthys (Garman, 1899)
  - Paraconger similis (Wade, 1946)
- Poeciloconger Günther, 1872
  - Poeciloconger kapala Castle 1990